# Dromara
Dromara is een plaats in het Noord-Ierse graafschap County Down. De plaats telt 597 inwoners. Van de bevolking is 76,3% protestant en 21,9% katholiek.

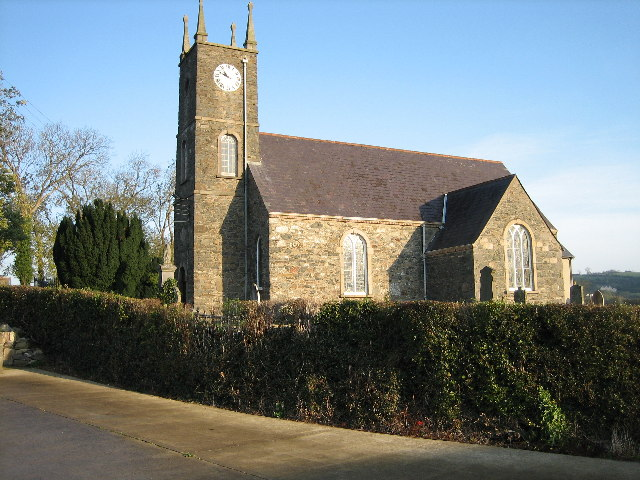
Kerk

Ballyhalbert · Ballywalter · Banbridge · Bryansford · Carryduff · Castlewellan · Comber · Crawfordsburn · Donaghadee · Downpatrick · Dromara · Dundonald · Gilnahirk · Gransha · Greyabbey · Holywood · Helen's Bay · Kilkeel · Lisburn · Newry (oost) · Newtownards · Seahill · Warrenpoint